# Ciżmówka zmienna

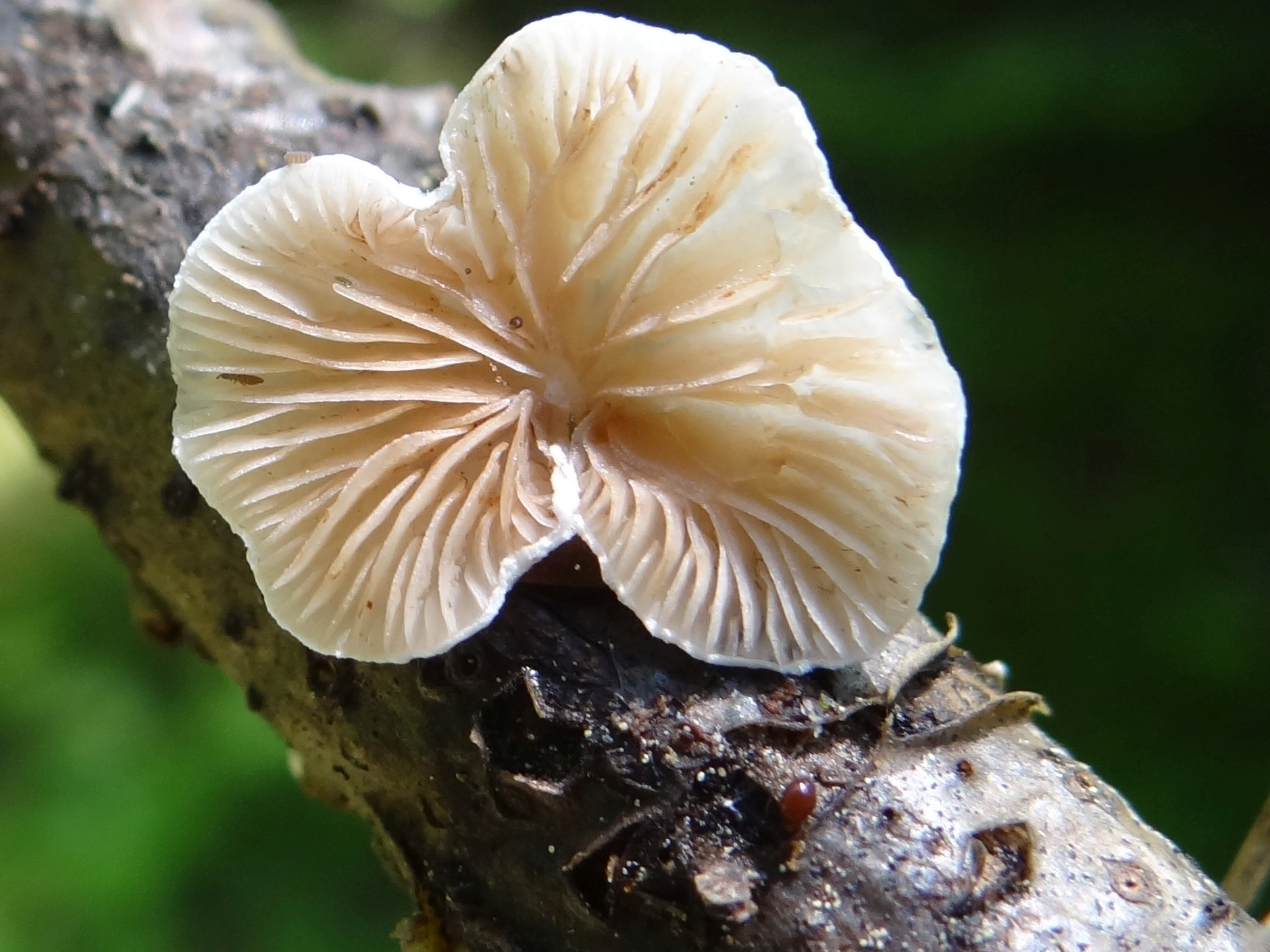

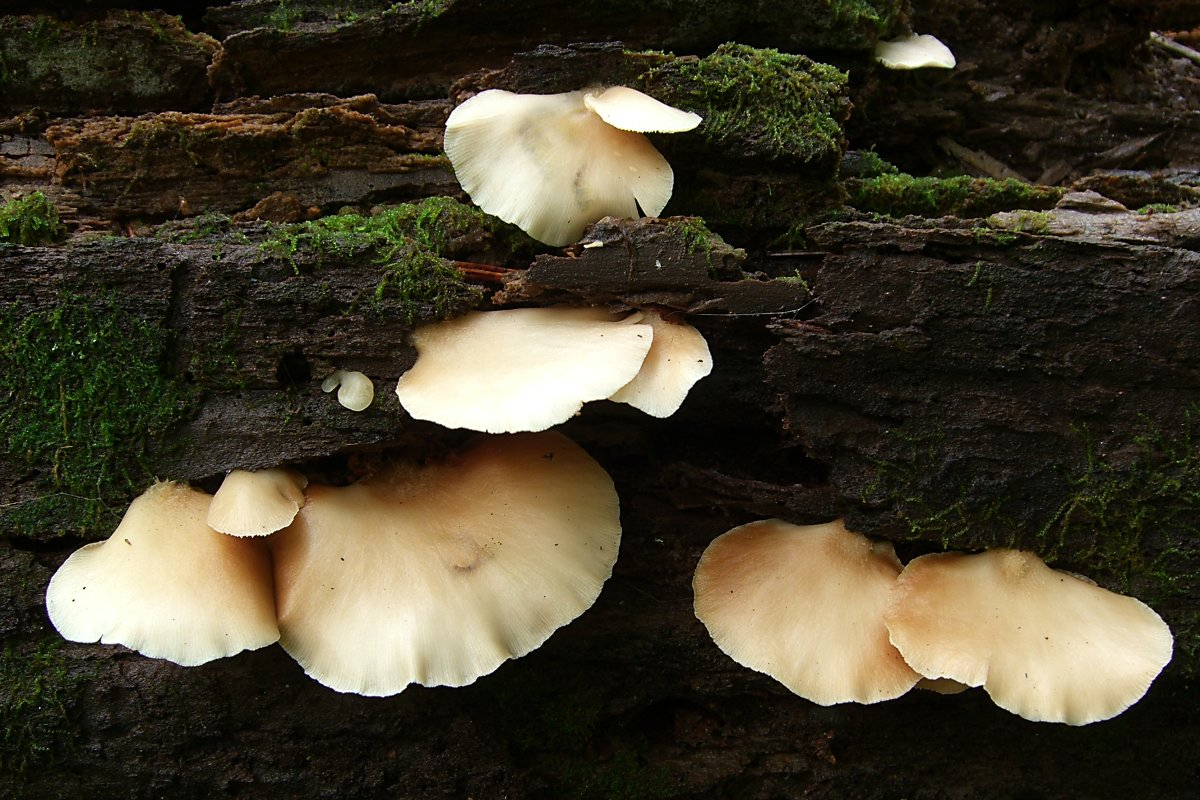

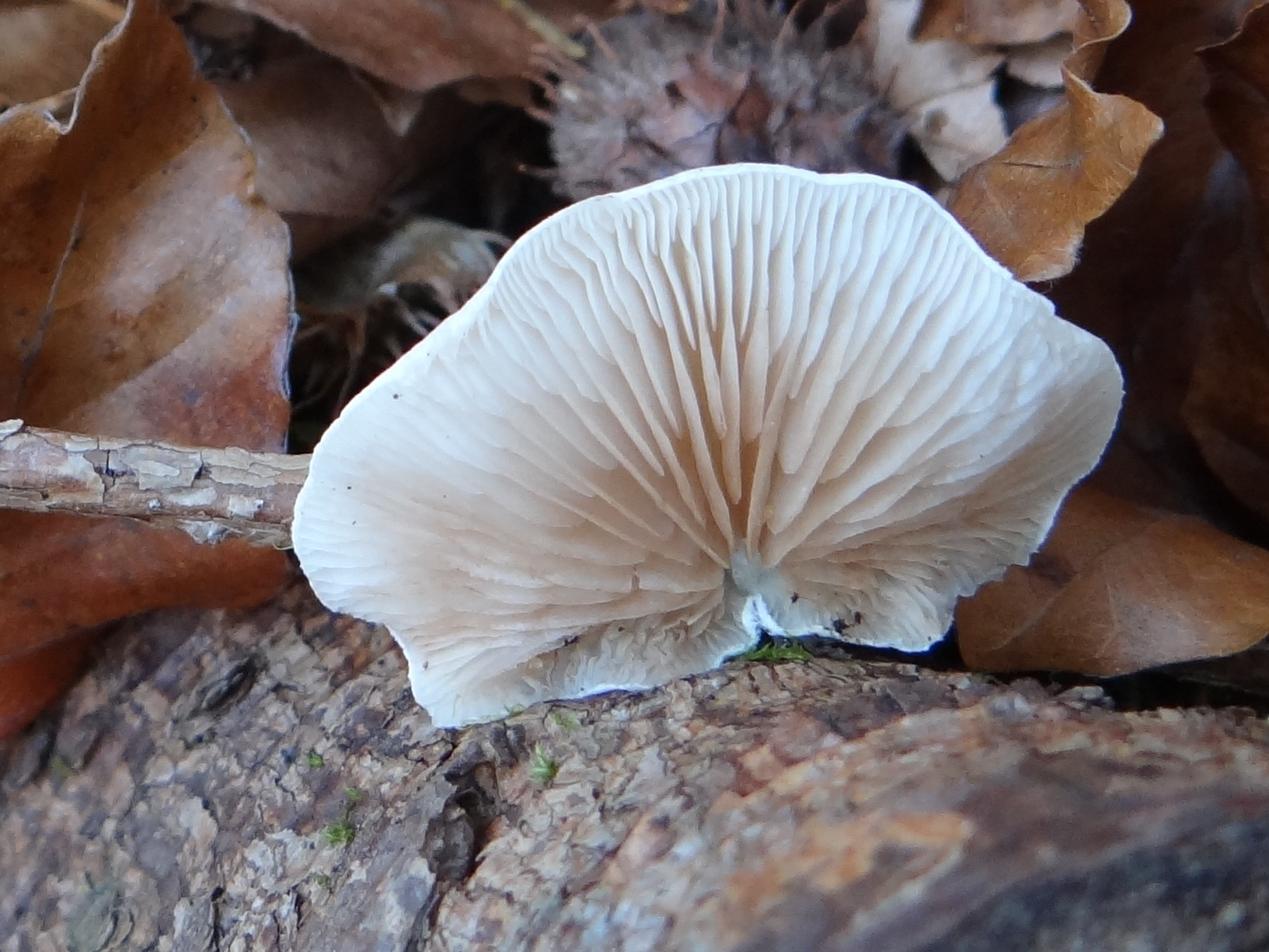

Ciżmówka zmienna (Crepidotus variabilis (Pers.) P. Kumm.) – gatunek grzybów należący do rodziny ciżmówkowatych (Crepidotaceae).

## Systematyka i nazewnictwo
Pozycja w klasyfikacji według Index Fungorum: Crepidotus, Crepidotaceae, Agaricales, Agaricomycetidae, Agaricomycetes, Agaricomycotina, Basidiomycota, Fungi.
Po raz pierwszy takson ten zdiagnozował w roku 1800 Christian Hendrik Persoon nadając mu nazwę Agaricus variabilis. Obecną, uznaną przez Index Fungorum nazwę nadał mu w roku 1857 Paul Kummer, przenosząc go do rodzaju Crepidotus.
Niektóre synonimy nazwy naukowej:

- Agaricus albidus Balb. 1804
- Agaricus sinuatus Pers. 1800
- Agaricus variabilis Pers. 1800
- Claudopus multiformis Murrill 1917
- Claudopus variabilis (Pers.) Fr. 1874
- Crepidopus variabilis (Pers.) Gray 1821
- Crepidotus variabilis var. stercorarius Reichert & Aviz.-Hersh. 1959
- Crepidotus variabilis var. subsphaerosporus J.E. Lange 1935
- Crepidotus variabilis var. trichocystis Hesler & A.H. Sm. 1965[2].

Nazwę polską nadał Władysław Wojewoda w 2003 r. W polskim piśmiennictwie mykologicznym gatunek ten opisywany był już w 1830 r. przez J. Jundziłła pod nazwą bedłka śnieżysta.

## Morfologia
Kapelusz
Średnica 5–30 mm, kształt u młodych okazów uszkowaty, z wiekiem okrągławy, muszlowaty, w końcu rozpostarty, czasami nieregularny. Brzeg długo pozostaje podwinięty, u starszych okazów pofałdowany. Powierzchnia młodych owocników jest jedwabista lub aksamitna, u starszych naga. W czasie wilgotnej pogody jest nieco błyszcząca. Początkowo jest biała, później brązowiejąca. Pod skórką brak warstwy galaretowatej.
Blaszki
Cienkie i dość rzadkie, promieniście rozchodzące się od miejsca przyrośnięcia owocnika. U młodych owocników są białe, u starszych ciemnieją i stają się brązoworóżowe. Mają szerokość do 3 mm i różną długość.
Trzon
Owocnik przyrasta do podłoża praktycznie bez trzonu. Niewielki trzon występuje tylko u młodych owocników, u starszych zanika, lub jest mało widoczny. Miejsce przyrośnięcia znajduje się koncentrycznie na środku owocnika, lub przesunięte jest w bok od środka.
Miąższ
Bardzo cienki, występuje tylko w środkowej części owocnika. Jest białawy, bez smaku i zapachu. Nie zmienia barwy po ugnieceniu.
Cechy mikroskopowe
Wysyp zarodników brązowy. Zarodniki elipsoidalne, pokryte bardzo drobnymi, kolczastymi brodawkami. Rozmiar 4,5-6 × 2,5-3,5 (4) μm. Podstawki 2 lub 4- sterygmowe, Pleurocystyd brak, cheilocystydy o rozmiarze (18) 20-50 × 5–16 μm, zgrubiałe, wybrzuszone, czasami główkowate, rozwidlone lub rozgałęzione. Strzępki o grubości 3–7 μm, w tramie blaszek i w kapeluszu posplatane. W skórce strzępki mają grubość 3–4 μm, są gęsto posplatane, bezbarwne, na obrzeżu często powyginane. Na strzępkach występują sprzążki.
Gatunki podobne
Istnieje wiele podobnych gatunków ciżmówek. W pewny i prosty sposób można rozpoznać tylko ciżmówkę miękką (Crepidotus mollis), gdyż ma charakterystyczną galaretowatą warstwę pod skórką. Pewne rozróżnienie pozostałych gatunków zazwyczaj nie jest możliwe bez badań mikroskopowych – szczególnie istotne jest urzeźbienie powierzchni zarodników. Praktycznie nie do odróżnienia morfologicznie jest także boczniakowiec szerokozarodnikowy (boczniaczek śnieżysty Pleurotellus chioneus). Wskazówką może być fakt, że jego blaszki zawsze są białe, lub co najwyżej bladożółtawe. Ma większe zarodniki.

## Występowanie i siedlisko
Występuje w Ameryce Północnej, Europie, Azji i Australii. W Polsce jest pospolity, jest najczęściej występującym gatunkiem ciżmówek.
Grzyb nadrzewny. Rośnie na butwiejącym drewnie drzew, zarówno drzew liściastych, jak i iglastych, zwłaszcza na drewnie brzóz, buków, dębów, topoli osiki, jodły, świerka. Owocniki wytwarza od czerwca do października. Zazwyczaj pojawiają się po deszczu gromadnie, głównie na leżących na ziemi gałęziach i gałązkach drzew. Czasami przenoszą się z nich również na sąsiednie obumarłe liście i pędy roślin.

## Znaczenie
Grzyb saprotroficzny, niejadalny, a nawet podejrzewany o własności trujące, w rodzinie ciżmówkowatych bowiem jest wiele jest gatunków trujących.